# Celebration Day
Pour plus de détails, voir Fiche technique et Distribution.
Albums de Led Zeppelin
Definitive Collection
(2008)
Vidéos par Led Zeppelin
Led Zeppelin DVD
(2003)
Celebration Day est un concert du groupe rock Led Zeppelin enregistré le 10 décembre 2007, à l'O2 Arena de Londres avec les trois membres originaux du groupe, Jimmy Page, Robert Plant et John Paul Jones, alors que la batterie est tenue par Jason Bonham, fils de John Bonham. Il est publié sous la forme d'un DVD et d'un album double CD. Le titre provient d'une chanson publiée en 1970 sur le troisième album de Led Zeppelin.
Ce concert donné devant 20 000 spectateurs avait occasionné une demande sans précédent de 20 millions de billets. Led Zeppelin donne sa première représentation complète vingt-sept ans après la dernière en 1980, avant la mort de son batteur, et interprète seize titres dont la première présentation en public de For Your Life, et deux rappels, Whole Lotta Love et Rock and Roll. Le groupe ne s'est plus produit sur scène depuis. 
Des projections du concert ont lieu dans des cinémas le 17 octobre 2012. Et une édition CD/DVD/Blu-ray sortit le 19 novembre 2012.
L'album remporte le 26 janvier 2014 le Grammy Award du meilleur album rock, tandis que l'interprétation de Kashmir concourt pour celui de la meilleure interprétation rock

## Liste des titres

### Menu CD
CD 1
1. Good Times Bad Times (John Bonham, John Paul Jones, Jimmy Page) - 3:10
2. Ramble On (contient des extraits de "What Is and What Should Never Be") (Page, Robert Plant) - 5:37
3. Black Dog (Jones, Page, Plant) - 5:18
4. In My Time of Dying (Bonham, Jones, Page, Plant) - 11:01
5. For Your Life (Page, Plant) - 6:08
6. Trampled Under Foot (Jones, Page, Plant) - 6:02
7. Nobody's Fault but Mine (Page, Plant) - 6:24

CD 2
1. No Quarter (Jones, Page, Plant) - 9:00
2. Since I've Been Loving You (Jones, Page, Plant) - 7:35
3. Dazed and Confused (Page; inspiré par Jake Holmes) - 11:19
4. Stairway to Heaven (Page, Plant) - 8:28
5. The Song Remains the Same (Page, Plant) - 5:35
6. Misty Mountain Hop (Jones, Page, Plant) - 4:48
7. Kashmir (Bonham, Page, Plant) - 8:48
8. Whole Lotta Love (Bonham, Willie Dixon, Jones, Page, Plant) - 6:49 (premier rappel)
9. Rock and Roll (Bonham, Jones, Page, Plant) - 4:35 (second rappel)

### Menu DVD
- Même titres que les CD
- Shepperton rehearsals (répétitions du 6 décembre 2007) - 1:56:44
- Zeppelin Media Moment - 3:38
- Tampa Opening Film - 1:38

## Charts & certifications
| Pays                                  | Durée du classement | Meilleur classement |
| ------------------------------------- | ------------------- | ------------------- |
| Allemagne                             | 31 semaines         | 1er                 |
| Australie                             | 17 semaines         | 3e                  |
| Autriche                              | 12 semaines         | 3e                  |
| Belgique (francophone)                | 63 semaines         | 6e                  |
| Belgique (flamande)                   | 48 semaines         | 5e                  |
| Canada                                | 6 semaines          | 4e                  |
| Danemark                              | 18 semaines         | 4e                  |
| Espagne                               | 33 semaines         | 15e                 |
| États-Unis (Billboard 200)            | 18 semaines         | 9e                  |
| Finlande                              | 15 semaines         | 6e                  |
| France                                | 27 semaines         | 9e                  |
| Italie                                | 37 semaines         | 5e                  |
| Norvège                               | 15 semaines         | 2e                  |
| Nouvelle-Zélande                      | 43 semaines         | 1er                 |
| Pays-Bas                              | 32 semaines         | 2e                  |
| Portugal                              | 6 semaines          | 9e                  |
| Royaume-Uni (UK Albums Chart)         | 13 semaines         | 4e                  |
| Royaume-Uni (UK Rock and Metal Chart) | -                   | 1er                 |
| Suède                                 | 18 semaines         | 2e                  |
| Suisse                                | 17 semaines         | 3e                  |

| Pays             | Ventes    | Certification | Date       |
| ---------------- | --------- | ------------- | ---------- |
| Allemagne        | 200 000 + | Platine       | 2013       |
| Australie        | 35 000 +  | Or            | 2012       |
| Autriche         | 15 000 +  | Or            | 22/05/2013 |
| Canada           | 160 000 + | 2 × Platine   | 13/12/2012 |
| Finlande         | 14 000 +  | Or            | 2012       |
| France           | 50 000 +  | Or            | 2012       |
| Italie           | 60 000 +  | Platine       | 2014       |
| Nouvelle-Zélande | 15 000 +  | Platine       | 2012       |
| Royaume-Uni      | 300 000 + | Platine       | 16/11/2012 |
| Suisse           | 15 000 +  | Or            | 2013       |

| Pays       | Ventes    | Certification | Date            |
| ---------- | --------- | ------------- | --------------- |
| Allemagne  | 155 000 + | 7 × Or        | 2016            |
| États-Unis | 300 000 + | 3 × Platine   | 24 février 2014 |
| Suisse     | 10 000 +  | Platine       | 2013            |